# Maria Mercader
Maria Mercader (aussi Maria Mercader i Fordada), est une actrice de cinéma espagnole née à Barcelone le 6 mars 1918, et morte à Rome le 26 janvier 2011.

## Biographie
Maria Mercader est la demi-sœur de Ramón Mercader, membre du NKVD, l'assassin de Léon Trotski.
Elle commence sa carrière en 1939 en Italie.
En 1942, elle rencontre le metteur en scène Vittorio De Sica sur le tournage du film Un garibaldino al convento, qui vient de divorcer. Elle l'épouse au Mexique en 1959 mais le mariage, tout comme le divorce de De Sica (également prononcé au Mexique), n'est pas reconnu par la loi italienne. Après avoir obtenu la citoyenneté française en 1968, Maria Mercader et Vittorio De Sica se remarient à Paris la même année.
Ils ont deux enfants : Manuel De Sica, né en 1949, musicien et compositeur de musiques de films, et Christian De Sica, né en 1951, acteur, réalisateur et scénariste.

## Filmographie

### Cinéma
- 1923 : La bruja de Maximiliano Thous
- 1939 : Molinos de viento de Rosario Pi : Margarita
- 1939 : L'Étrange Nuit de Noël d'Yvan Noé : Conchita
- 1939 : Il segreto inviolabile de Julio De Fleishner : Virginia
- 1940 : La gerla di papà Martin de Mario Bonnard : Giorgina
- 1940 : Marianela
- 1940 : La luce che torna de Benito Perojo
- 1941 : Una famiglia impossibile de Carlo Ludovico Bragaglia : Edvige Bartolla
- 1941 : El marido provisional de Nunzio Malasomma : Grace Peterson
- 1941 : La forza bruta de Carlo Ludovico Bragaglia : Nell
- 1941 : Il prigioniero di Santa Cruz de Carlo Ludovico Bragaglia : Carmela
- 1941 : L'Acteur disparu (L'attore scomparso) de Luigi Zampa : l'actrice ingénue
- 1941 : Due cuori sotto sequestro de Carlo Ludovico Bragaglia : l'étudiante
- 1941 : Brivido de Giacomo Gentilomo : Cristina Palffy
- 1941 : Il re si diverte de Mario Bonnard : Gilda
- 1942 : L'uomo venuto dal mare de Belisario Randone et Roberto De Ribon : la fiancée du marin
- 1942 : Se io fossi onesto de Carlo Ludovico Bragaglia : Clara
- 1942 : Un garibaldien au couvent (Un garibaldino al convento) de Vittorio De Sica : Mariella Dominiani
- 1942 : Finalmente soli de Giacomo Gentilomo : Angela
- 1942 : Musica proibita de Carlo Campogalliani : Claretta Melzi
- 1942 : Madrid de mis sueños de Gian Maria Cominetti : Consuelo Aguilera
- 1943 : La fanciulla dell'altra riva de Piero Ballerini : Manuela Vega
- 1943 : Il treno crociato de Carlo Campogalliani : Clara
- 1943 : La vita è bella de Carlo Ludovico Bragaglia : Nadina
- 1943 : Non sono superstizioso, ma... de Carlo Ludovico Bragaglia : Rosetta De Rosa
- 1943 : Nos rêves (I nostri sogni) de Vittorio Cottafavi : Matilde, surnommée Titi
- 1943 : La primadonna d'Ivo Perilli : Costanza Salvotti
- 1945 : La Porte du ciel (La porta del cielo) de Vittorio De Sica
- 1945 : Sept femmes, sept destins (Nessuno torna indietro) d'Alessandro Blasetti : Vinca
- 1945 : L'ippocampo de Giampaolo Rosmino : Donata Sandi
- 1945 : Le Chant de la vie (Il canto della vita) de Carmine Gallone : Maria
- 1947 : Noël au camp 119 (Natale al campo 119) de Pietro Francisci : Fiammetta
- 1948 : Les Belles Années (Cuore) de Duilio Coletti : Clotilde Serra
- 1948 : Le Chevalier mystérieux (Il cavaliere misterioso) de Riccardo Freda : Elisabetta
- 1952 : Bonjour éléphant ! (Buongiorno, elefante !) de Gianni Franciolini : Maria Caretti
- 1976 : Giovannino de Paolo Nuzzi : la mère de Giovannino
- 1984 : Claretta de Pasquale Squitieri : la princesse de Montenovoso
- 1988 : La Maison du sourire (La casa del sorriso) de Marco Ferreri : Elvira
- 1988 : Luces y sombras de Jaime Camino : l'actrice
- 1991 : Le Comte Max (Il conte Max) de Christian De Sica : la mère de Pierre
- 1992 : Al lupo al lupo de Carlo Verdone  : la vieille dame

### Télévision
- 1990 : Savannah Bay : Madeleine
- 1993 : Querida Concha : Elle-même
- 2001 : Amedeo Nazzari, un divo italiano : Elle-même